# ジョルナル・ダ・グローボ
『ジョルナル・ダ・グローボ』（ブラジルポルトガル語: Jornal da Globo） は、ブラジルのテレビチャンネルヘジ・グローボが放送する深夜のニュース番組。 開始時間は決まっていないが、通常月曜日から金曜日の深夜0時以降に放送される。